# Eriko Ishino
Eriko Ishino (Japans: 石野 枝里子, Ishino Eriko) (Obihiro, 1 december 1985) is een Japanse oud-langebaanschaatsster.
Ze werd vijfmaal achtereen nationaal juniorenkampioene allround en eenmaal nationaal juniorenkampioene sprint. In 2005, 2008 en 2009 werd ze ook bij de senioren nationaal allroundkampioene.
Op het WK voor junioren 2001 werd ze 7e. Ze eindigde op tweede plaats op de WK's voor junioren in 2002 en 2003 en op het WK voor junioren 2004 veroverde ze de wereldtitel, in deze laatste drie jaren werd ze in de ploegachtervolging telkens tweede.
Op zestienjarige leeftijd - ze was toen formeel nog B-juniore - debuteerde ze al op een seniorentoernooi tijdens het WK Allround van 2002 en eindigde op de 20e plaats. In 2004 eindigde op de vijfde plaats tijdens het WK Allround. De vijf volgende jaren nam ze eveneens deel aan het WK Allround, maar wist zich niet meer voor de afsluitende vierde afstand te kwalificeren.
Alleen op het WK Afstanden van 2005 wist ze nog eremetaal buiten Azië te veroveren, met het achtervolgingsteam won ze de bronzen medaille.
In december 2010 won ze bij haar zevende deelname voor het eerst het WK kwalificatietoernooi voor de Aziatische landen, in 2004, 2006 en 2008 werd ze hier tweede, in 2005 en 2007 derde.

## Records

### Persoonlijke records
| Afstand    | Tijd    | Datum            | Baan           |
| ---------- | ------- | ---------------- | -------------- |
| 500 meter  | 40,27   | 12 februari 2011 | Calgary        |
| 1000 meter | 1.19,30 | 17 maart 2001    | Calgary        |
| 1500 meter | 1.56,64 | 13 februari 2011 | Calgary        |
| 3000 meter | 4.03,45 | 12 augustus 2005 | Calgary        |
| 5000 meter | 6.55,07 | 18 februari 2011 | Salt Lake City |

### Wereldrecords
| Nr.  | Afstand             | Tijd    | Datum           | Baan  |
| ---- | ------------------- | ------- | --------------- | ----- |
| jr1. | 3000 meter junioren | 4.09,26 | 7 februari 2004 | Hamar |

## Resultaten
| Jaar | CK Azië | WK Allround | WK Afstanden                         | Olympische Spelen                              | WK Junioren        |
| ---- | ------- | ----------- | ------------------------------------ | ---------------------------------------------- | ------------------ |
| 2001 |         |             |                                      |                                                | 7e                 |
| 2002 |         | nc20        |                                      |                                                | · 5e achtervolging |
| 2003 |         |             | 5e 1500m 7e 3000m 10e 5000m          |                                                | · achtervolging    |
| 2004 | Zilver  | 5e          |                                      | · achtervolging                                |                    |
| 2005 | Brons   | nc17        | 10e 1500m · dq 5000m · achtervolging |                                                |                    |
| 2006 | Zilver  | nc20        |                                      | 22e 1500m 13e 3000m 11e 5000m 4e achtervolging |                    |
| 2007 | Brons   | nc22        | 15e 5000m 6e achtervolging           |                                                |                    |
| 2008 | Zilver  | nc23        | 15e 5000m                            |                                                |                    |
| 2009 | 5e      | nc21        |                                      |                                                |                    |
| 2011 | Goud    | 10e         |                                      |                                                |                    |

nc# = niet gekwalificeerd voor de vierde afstand

### Medaillespiegel
| Kampioenschap | Goud | Zilver | Brons |
| ------------- | ---- | ------ | ----- |
| CK Azië       | 1    | 3      | 2     |
| WK Afstanden  | 0    | 0      | 1     |
| WK Junioren   | 1    | 4      | 0     |